# Анкерные сваи
Анкерные сваи — разновидность буроинъекционных свай малого диаметра (50-300 мм), устраиваемая путем забуривания в грунт трубчатых штанг, оснащенных буровой коронкой, с одновременной и последующей инъекцией цементных растворов различной консистенции. После этого свая способна воспринимать как положительные, так и отрицательные нагрузки, то есть работать не на сжатие, а на выдёргивание, испытывая напряжение в основном от осевого растяжения и изгиба.
В настоящее время запатентовано множество различных конструкций анкерных свай, использующих различные механизмы раскрытия опорных плит.

## Область применения
Анкерные сваи применяются в основном при строительстве берегоукрепительных и противооползневых сооружений, например, набережных, а также при строительстве котлованов и тоннелей, устройстве и реконструкции существующих фундаментов и других аналогичных зданий и сооружений. Анкерные временные сваи применяются на строительной площадке в качестве временной опоры в количестве двух, четырёх и более в единой связке в качестве создания временной опоры для испытания других видов свай, нагрузка при этом на висячую сваю или сваю-стойку создаётся путём упора домкрата в траверсу (ростверк), объединяющий сваи-анкера; аналогичным образом проводятся и испытания грунта.
Анкерные сваи набережных сооружений выполняются в виде козловых больверков.
Анкерные сваи от обычных анкеров принципиально отличаются отсутствием чётко выраженного корня и бетонированием по всей длине, имея тем самым большую несущую способность: сваи работают по всей боковой поверхности на полную длину, а не только в заделке корня. Кроме того, технологический процесс устройства анкерных свай заключается в непрерывном бетонировании при бурении с постоянным изливом рабочего теста под высоким давлением, что также позволяет в некоторой степени зацементировать слои грунтов оползневой толщи, повышая их физико-механические характеристики. Также более высокая технологичность устройства анкерных свай даёт преимущество перед использованием стандартных тросовых анкеров.

## Классификация анкерных свай
По методу погружения
- Забивные, такие сваи имеют заострённый конец и несминаемую опорную площадку, к которой прикладывается ударная нагрузка при погружении.
- Погружные, такие сваи имеют тупой нижний конец. Погружаются в пробурённую заранее скважину.

Анкерные сваи могут быть буроинъекционные типа «Титан», вдавливающие типа «Фундекс», с раздвижным наконечником типа «АВРИКА», винтовые, винтонабивные и других конструкций. Анкерные сваи типа «Титан» устанавливаются в скважины, пробурённые без обсадных труб ударно-вращательным способом, при котором подаётся по внутреннему каналу тяги (штанги) промывочный раствор под давлением в 1—2 МПа. Анкерные сваи типа «Фундекс» с теряемым чугунным наконечником, служащим пятой, изготовляются сваевдавливающими установками вращательно-вдавливающим (извлекающим) способом. Винтонабивные сваи изготовляются путём образования скважин под сваи без извлечения грунта способом погружения особого рабочего органа СВУ в грунт с уплотнением грунта вокруг рабочего органа; уплотнение грунта может происходить путём вдавливания рабочего органа в рыхлый грунт, а также путём раскатки и значительного уплотнения на конце скважины.
По диаметру опорной плиты
Отношение диаметров опорной плиты и ствола сваи зависит от несущей способности грунта на проектной отметке и составляет от 2 для полутвёрдых грунтов, и до 10 для текучих и текуче-пластичных грунтов.
По заполняемости бетоном
- Не заполняемые раствором;
- С бетонированием опорной плиты.

По материалу изготовления
Анкерные сваи изготавливаются, как правило, из обычного бетона или железобетона, либо предварительно напряжённого железобетона, редко из дерева (см. Бревно).
Анкерные сваи состоят из трёх основных частей: ствол, опорная плита и шарнирная связь между ними. Обычно для долговечности конструкции шарнирные связи и опорные плиты изготавливаются из коррозионно-стойких сталей, а ствол — из углеродистых сталей различных марок с антикоррозионным покрытием.

## Преимущества и недостатки

### Преимущества анкерных свай
Основным преимуществом является значительно меньшие трудозатраты и время монтажа по сравнению с другими типами опорных свай.
| Анкерные сваи                                                                   | Другие типы свай                                                                                             |
| Для монтажа не требуется применение механизированного оборудования              | Требуется сваебойная машина или сваекрут                                                                     |
| Не требуется большое рабочее пространство                                       | Сложности монтажа у стены или в углу                                                                         |
| Не происходит рыхление приствольного грунта                                     | При установке винтовых свай лопасть проходит весь путь от поверхности до проектной отметки, разрыхляя грунт. |
| Для монтажа свай до Ø219 требуется один человек                                 | Требуется несколько человек                                                                                  |
| Возможность работы на склоне                                                    | Тяжёлая техника не работает на склоне                                                                        |
| Возможность горизонтальной или наклонной установки (укрепление стен котлованов) | Сложно или невозможно                                                                                        |

Таким образом, учитывая затраты на конструкцию свай, их размер и сложность монтажных работ, стоимость строительства противооползневых сооружений возможно снизить до 30 %, например, при использовании буронабивных свай.

### Недостатки анкерных свай
1. Для правильного подбора типа и размера сваи требуется пробное бурение и монтаж испытательной сваи.
2. Сложность изготовления.
3. Требуется выдержка фундамента 1—2 недели до начала строительства (для свай с бетонированием опорной плиты).

## Расчётные предпосылки
Российскими и зарубежными нормативными документами максимальные перемещения анкерных свай не регламентированы. На строительной площадке анкерные сваи подвергают контрольным испытаниям в количестве не менее 10 %, а также проводят приёмочные испытания.

### Нормативная литература
- Серия 3.54.1-23 Набережные типа «больверк» из свай-оболочек Д=160 см. Выпуск 2. Анкерные сваи АС. Рабочие чертежи.
- СТО-ГК «Трансстрой»-023-2007 Применение грунтовых анкеров и свай с тягой из трубчатых винтовых штанг «Титан».
- Р 480-82 Рекомендации по устройству и методике расчёта анкерных свай в условиях распространения вечномёрзлых грунтов.

ОДМ
- ОДМ 218.2.026-2012 Методические рекомендации по расчёту и проектированию свайно-анкерных сооружений инженерной защиты автомобильных дорог. М.: Федеральное дорожное агентство (Росавтодор), 2013.
- ОДМ 218.2.066-2016 Методические рекомендации по использованию анкерных свай и микросвай в составе мероприятий инженерной защиты автомобильных дорог. М.: Федеральное дорожное агентство (Росавтодор), 2015.

### Техническая литература
- Будин А. Я. Городские и портовые набережные / Рецензент Л. И. Ленская. — ил. — СПб.: Политехника, 2014. — 424 с. — ISBN 978-5-7325-1041-6.
- Маций С. И., Рябухин А. К. Свайно-анкерные противооползневые конструкции / Рецензенты: Э. М. Добров, С. И. Евтушенко. — Монография. — Краснодар: Издательство КубГАУ, 2017. — 189 с. — ISBN 978-5-00097-369-1.
- Никифорова Н. С. Раздел 3. Инновационные технологии в подземном строительстве // Технология строительства подземных сооружений / Рецензенты: А. Б. Пономарёв, М. Г. Зерцалов. — Эл. ресурс; учебно-методическое пособие. — М.: Издательство МИСИ — МГСУ, 2021. — С. 29—30. — ISBN 978-5-7264-2847-5. — ISBN 978-5-7264-2848-2.
- Терновый В. И. Анкерные сваи с раскрывающимся наконечником. — Диссертация, 1984.